# Francisco Fernández Ochoa
Francisco Fernández Ochoa detto Paco o Paquito (Madrid, 25 febbraio 1950 – Cercedilla, 6 novembre 2006) è stato uno sciatore alpino spagnolo, campione olimpico e mondiale nello slalom speciale a Sapporo 1972 e quattro volte portabandiera della propria nazione ai Giochi olimpici.

## Biografia
Figlio di un uomo d'affari, passò gran parte della sua vita nella vicina Cercedilla sulla Sierra del Guadarrama, dove iniziò a sciare; era fratello di Blanca, Dolores, Juan Manuel e Luis, anch'essi sciatori alpini.

### Carriera sciistica

#### Stagioni 1963-1974
Attivo negli anni 1960 e 1970, partecipò alla prima competizione internazionale, il Gran premio di Andorra, nel 1963; la sua specialità era lo slalom speciale ma gareggiava in tutte le specialità dell'epoca, quindi anche in discesa libera, slalom gigante e combinata. Debuttò in campo internazionale in occasione dei X Giochi olimpici invernali di Grenoble 1968 dove, diciottenne, si classificò 38º nella discesa libera, 38º nello slalom gigante e 23º nello slalom speciale. Il 26 gennaio 1969 ottenne il primo piazzamento in Coppa del Mondo, il 6º posto nello slalom speciale di Megève, mentre nella stagione successiva ai Mondiali di Val Gardena 1970 fu 9º sia nello slalom speciale, sia nella combinata.
Agli XI Giochi olimpici invernali di Sapporo 1972, dopo essere stato portabandiera della Spagna durante la cerimonia di apertura, vinse la medaglia d'oro nello slalom speciale (valida anche ai fini dei Mondiali del 1972) nella gara del 13 febbraio, precedendo gli italiani Gustav e Roland Thöni e conquistando così il primo oro olimpico della Spagna ai Giochi olimpici invernali; non completò invece la gara di slalom gigante. Nello stesso anno fu portabandiera della sua nazione anche durante la cerimonia d'apertura dei Giochi della XX Olimpiade estiva, Monaco di Baviera 1972, ai quali tuttavia non prese parte. Due anni dopo Fernández Ochoa incrementò il proprio palmarès vincendo la medaglia di bronzo nello slalom speciale ai Mondiali di Sankt Moritz 1974; nella stessa stagione ottenne inoltre la sua unica vittoria, nonché primo podio, in Coppa del Mondo, a Zakopane il 6 marzo precedendo Gustav Thöni e Hansi Hinterseer.

#### Stagioni 1975-1980
Nella stagione 1974-1975 in Coppa del Mondo ottenne il suo miglior piazzamento di carriera nella classifica generale, 9º, e salì per l'ultima volta sul podio con il 2º posto nella combinata di Megève del 1º febbraio; l'anno dopo ai XII Giochi olimpici invernali di Innsbruck 1976, dopo essere stato nuovamente portabandiera durante la cerimonia di apertura, si classificò 38º nella discesa libera, 24º nello slalom gigante, 9º nello slalom speciale e 6º nella combinata, disputata in sede olimpica ma valida solo per i Mondiali del 1976.
Nel 1980 ottenne il suo ultimo piazzamento in Coppa del Mondo (8º nella combinata di Lenggries del 12 gennaio) e partecipò ai XIII Giochi olimpici invernali di Lake Placid 1980, suo congedo agonistico. Anche in questo caso fu portabandiera durante la cerimonia di apertura; si piazzò quindi 27º nella discesa libera, 22º nello slalom gigante, 22º nello slalom speciale e 5º nella combinata valida solo per i Mondiali del 1980.

### Altre attività
Nel 1980 si trasferì negli Stati Uniti, gareggiandovi come professionista per tre anni. Tornato in Spagna, si dedicò al commercio di articoli sportivi. Nel 1988 divenne membro del comitato organizzatore dei Mondiali della Sierra Nevada, che si sarebbero disputati nel 1996, e lavorò anche come commentatore sportivo. Morì a Cercedilla a causa di un tumore linfatico all'età di 56 anni.

## Palmarès

### Olimpiadi
- 1 medaglia, valida anche ai fini dei Mondiali:
  - 1 oro (slalom speciale a Sapporo 1972)

### Mondiali
- 1 medaglia, oltre a quella conquistata in sede olimpica:
  - 1 bronzo (slalom speciale a Sankt Moritz 1974)

### Coppa del Mondo
- Miglior piazzamento in classifica generale: 9º nel 1975
- 4 podi:
  - 1 vittoria
  - 2 secondi posti
  - 1 terzo posto

## Onorificenze

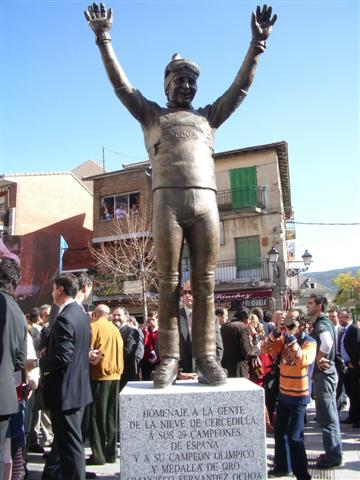
La statua che celebra Francisco Fernández Ochoa a Cercedilla

#### Coppa del Mondo - vittorie
| Data         | Località | Paese   | Specialità |
| ------------ | -------- | ------- | ---------- |
| 6 marzo 1974 | Zakopane | Polonia | SL         |

Legenda:

SL = slalom speciale